# Cratere Biot
Biot è un cratere lunare di 13,01 km situato nella parte sud-orientale della faccia visibile della Luna.
Il cratere Biot è dedicato al fisico francese Jean-Baptiste Biot.

## Crateri correlati
Alcuni crateri minori situati in prossimità di Biot sono convenzionalmente identificati, sulle mappe lunari, attraverso una lettera associata al nome.
| Biot | Coordinate            | Diametro (in km) |
| ---- | --------------------- | ---------------- |
| A    | 22°13′12″S 48°49′48″E | 14,89            |
| B    | 20°25′48″S 49°34′48″E | 27,49            |
| C    | 22°06′36″S 51°08′24″E | 7                |
| D    | 24°20′24″S 50°21′00″E | 8,77             |
| E    | 24°46′12″S 50°52′12″E | 7,99             |
| T    | 21°27′S 49°48′E       | 5,25             |